# Calendario bahai
Il Calendario bahá'í, o Calendario Badí‘, dal nome dell'apostolo di Bahá'u'lláh a cui è dedicato, è il calendario solare formato da diciannove mesi di diciannove giorni ciascuno, a cui si aggiungono quattro giorni intercalari (cinque negli anni bisestili) usato dai Bahá'í, i seguaci della religione fondata da Bahá'u'lláh.
L'anno comincia con l'equinozio di primavera, solitamente il 21 marzo, con la festa del Naw Ruz. Il computo degli anni parte dal 1844 d. C., anno in cui il Báb dichiarò la Sua missione, cosicché il 21 marzo 2023 è iniziato l'anno 180 dell'Era Bahá'í. Gli anni sono riportati  sul calendario con l'indicazione E.B. (abbreviazione di Era Bahá'í). Nella tradizione bahá'í il giorno ha inizio con il tramonto della sera precedente.
Ogni mese ha il nome di una virtù (ad esempio:  Splendore, Gloria, Bellezza), così com'è anche per i giorni della settimana. 
(Casa Universale di Giustizia, 10 luglio 2014)

## Mesi
I mesi nel Calendario bahá'í, ciascuno di diciannove giorni, sono diciannove.
Il periodo del digiuno che corrisponde al mese di ‘Alá’, va solitamente dal 2 marzo al 20 marzo del calendario gregoriano ed è preceduto dai giorni intercalari chiamati Ayyám-i-Há.
Ci sono quattro giorni intercalari per gli anni "normali" e cinque nei bisestili.
L'introduzione dei giorni intercalari, a livello religioso, ha introdotto una sua separazione con l'Islam perché nel calendario islamico essi sono proibiti.
Il mese del digiuno è seguito dal Nawrúz, il capodanno, che sempre coincide con l'equinozio di primavera. Nonostante dal 2015 il calendario bahá'í non sia più sincronizzato con quello gregoriano, gli anni bisestili tra di loro coincidono.
| Nome arabo | Grafia araba | Traduzione                 | Date gregoriane                       |
| ---------- | ------------ | -------------------------- | ------------------------------------- |
| Bahá       | بهاء         | Splendore                  | 21 marzo — 8 aprile                   |
| Jalál      | جلال         | Gloria                     | 9 aprile — 27 aprile                  |
| Jamál      | جمال         | Bellezza                   | 28 aprile — 16 maggio                 |
| ‘Aẓamat    | عظمة         | Magnificenza               | 17 maggio — 4 giugno                  |
| Núr        | نور          | Luce                       | 5 giugno — 23 giugno                  |
| Raḥmat     | رحمة         | Misericordia               | 24 giugno — 12 luglio                 |
| Kalimát    | كلمات        | Parole                     | 13 luglio — 31 luglio                 |
| Kamál      | كمال         | Perfezione                 | 1º agosto — 19 agosto                 |
| Asmá’      | اسماء        | Nomi                       | 20 agosto — 7 settembre               |
| ‘Izzat     | عزة          | Possanza                   | 8 settembre — 26 settembre            |
| Mashíyyat  | مشية         | Volontà                    | 27 settembre — 15 ottobre             |
| ‘Ilm       | علم          | Sapienza                   | 16 ottobre — 3 novembre               |
| Qudrat     | قدرة         | Forza                      | 4 novembre — 22 novembre              |
| Qawl       | قول          | Favella                    | 23 novembre — 11 dicembre             |
| Masá'il    | مسائل        | Domande                    | 12 dicembre — 30 dicembre             |
| 'Sh'araf   | شرف          | Onore                      | 31 dicembre — 18 gennaio              |
| Sulṭán     | سلطان        | Sovranità                  | 19 gennaio — 6 febbraio               |
| Mulk       | ملك          | Dominio                    | 7 febbraio — 25 febbraio              |
| Ayyám-i-Há | ايام الهاء   | Giorni di Há (intercalari) | 26 febbraio — 1º marzo                |
| ‘Alá’      | علاء         | Sublimità                  | 2 marzo — 20 marzo (Mese del digiuno) |

## Giorni della settimana
La settimana bahá'í inizia il sabato e termina il venerdì.
I giorni iniziano al tramonto del giorno precedente e terminano al tramonto del giorno corrente; il venerdì è il giorno del riposo.
| Nome arabo | Grafia araba | Traduzione   | Giorni della settimana |
| ---------- | ------------ | ------------ | ---------------------- |
| Jalál      | جلال         | Gloria       | Sabato                 |
| Jamál      | جمال         | Bellezza     | Domenica               |
| Kamál      | كمال         | Perfezione   | Lunedì                 |
| Fiḍál      | فضال         | Grazia       | Martedì                |
| ‘Idál      | عدال         | Giustizia    | Mercoledì              |
| Istijlál   | استجلال      | Maestà       | Giovedì                |
| Istiqlál   | استقلال      | Indipendenza | Venerdì                |

## Giorni sacri
Il calendario bahá'í ha undici giorni sacri dei quali nove giorni sono non lavorativi.
La festività del Ridván, della durata di dodici giorni, commemora la Rivelazione pubblica di Bahá'u'lláh come Messaggero di Dio ed è la festività bahá'í più sacra. In essa il primo giorno, il nono e il dodicesimo sono non lavorativi.
| Nome                        | Date gregoriane | Lavorativi |
| --------------------------- | --------------- | ---------- |
| Naw-Rúz (Capodanno)         | 21 marzo        | No         |
| Primo giorno di Riḍván      | 21 aprile       | No         |
| Nono giorno di Riḍván       | 29 aprile       | No         |
| Dodicesimo giorno di Riḍván | 2 maggio        | No         |
| Dichiarazione del Báb       | 23 maggio       | No         |
| Ascensione di Bahá'u'lláh   | 29 maggio       | No         |
| Martirio del Báb            | 9 luglio        | No         |
| Nascita del Báb             | 20 ottobre      | No         |
| Nascita di Bahá'u'lláh      | 12 novembre     | No         |
| Giorno del patto            | 26 novembre     | Si         |
| Ascensione di 'Abdu'l-Bahá  | 28 novembre     | Si         |